# Medaliści mistrzostw Polski seniorów w rzucie młotem
Medaliści mistrzostw Polski seniorów w rzucie młotem – zdobywcy medali seniorskich mistrzostw Polski w konkurencji rzutu młotem.
Rzut młotem jest rozgrywany na mistrzostwach kraju od czwartych mistrzostw, które miały miejsce w sierpniu 1923 roku w Warszawie. Pierwszym w historii mistrzem Polski został zawodnik lwowskiej Pogoni Sławosz Szydłowski, który uzyskał wynik 22,29 m, będący jednocześnie rekordem Polski.
W 1945 rzut młotem nie znalazł się w programie mistrzostw, które odbyły się w Łodzi.
W mistrzostwach w 1989 i 1991 zwyciężył Michaił Popiel z Jagiellonii Białystok. Miał on wówczas obywatelstwo ZSRR. Niektóre źródła podają Popiela jako mistrza, natomiast inne wskazują jako mistrza najlepszego Polaka, którym w obu latach był Lech Kowalski. W niniejszym zestawieniu przyjęto to drugie rozwiązanie.
Najbardziej utytułowanym zawodnikiem wśród startujących w mistrzostwach Polski jest Szymon Ziółkowski, który zdobył dwadzieścia medali krajowego czempionatu, w tym czternaście złotych. 
Aktualny rekord mistrzostw Polski seniorów w rzucie młotem wynosi 82,82 m i został ustanowiony przez Pawła Fajdka podczas mistrzostw w 2021 w Poznaniu.

## Medaliści
| NR - rekord kraju \| PB – rekord życiowy \| SB – najlepszy wynik w sezonie \| NL – najlepszy wynik w polskich tabelach w sezonie |

| Mistrzostwa         | 1. miejsce                                        | Rezultat  | 2. miejsce                               | Rezultat | 3. miejsce                                        | Rezultat |
| 1920-1922           | nie rozgrywano                                    |           |                                          |          |                                                   |          |
| Warszawa 1923       | Sławosz Szydłowski Pogoń Lwów                     | 22,29 NR  | Wacław Znajdowski Polonia Warszawa       | 20,19    | Jerzy Łucki Pogoń Lwów                            | 19,63    |
| Warszawa 1924       | Antoni Cejzik Polonia Warszawa                    | 30,275 NR | Jan Nawojczyk 3 psap. Wilno              | 25,58    | [ 9 ]                                             |          |
| Kraków 1925         | Antoni Cejzik Polonia Warszawa                    | 30,92 NR  | Henryk Spichal Cracovia                  | 23,52    | Zbigniew Korolkiewicz Polonia Warszawa            | 21,53    |
| Warszawa 1926       | Antoni Cejzik Polonia Warszawa                    | 33,88 NR  | Józef Baran Pogoń Lwów                   | 30,80    | Leon Urbaniak Warta Poznań                        | 26,40    |
| Warszawa 1927       | Kazimierz Górski Sokół Piotrków                   | 32,24     | Józef Baran Pogoń Lwów                   | 30,73    | Leon Urbaniak Warta Poznań                        | 27,46    |
| Warszawa 1928       | Antoni Cejzik Polonia Warszawa                    | 32,44     | Zygmunt Heljasz Warta Poznań             | 29,17    | Leon Urbaniak Warta Poznań                        | 26,68    |
| Poznań 1929         | Alojzy Więckowski Sokół Bydgoszcz                 | 32,13     | Paweł Miller Krusche-Ender Pabianice     | 29,59    | Zygmunt Heljasz Warta Poznań                      | 29,41    |
| Warszawa 1930       | Antoni Cejzik Polonia Warszawa                    | 33,97     | Paweł Miller Krusche-Ender Pabianice     | 32,72    | Erwin Fischer Krusche-Ender Pabianice             | 30,79    |
| Królewska Huta 1931 | Zygmunt Heljasz Warta Poznań                      | 32,98     | Henryk Sumiński Krusche-Ender Pabianice  | 31,75    | Erwin Fischer Krusche-Ender Pabianice             | 30,65    |
| Warszawa 1932       | Józef Leśkiewicz Cracovia                         | 35,77     | Alojzy Więckowski Sokół Bydgoszcz        | 35,75    | Zygmunt Heljasz Warta Poznań                      | 33,36    |
| Bydgoszcz 1933      | Alojzy Więckowski Sokół Bydgoszcz                 | 39,79 NR  | Józef Leśkiewicz KSZO Ostrowiec          | 35,76    | Alojzy Kiełpikowski Sokół Bydgoszcz               | 34,36    |
| Poznań 1934         | Alojzy Więckowski Sokół Bydgoszcz                 | 38,80     | Alojzy Kiełpikowski Sokół Bydgoszcz      | 36,18    | Rosław Rodziewicz Zjednoczone Łódź                | 35,18    |
| Białystok 1935      | Alojzy Więckowski Sokół Bydgoszcz                 | 38,71     | Alojzy Kiełpikowski Sokół Bydgoszcz      | 36,49    | Antoni Węglarczyk Sokół Chorzów                   | 34,46    |
| Wilno 1936          | Antoni Węglarczyk Sokół Chorzów                   | 40,97     | Alojzy Kiełpikowski Sokół Bydgoszcz      | 39,85    | Alojzy Więckowski Sokół Bydgoszcz                 | 39,59    |
| Chorzów 1937        | Antoni Węglarczyk Sokół Chorzów                   | 42,58     | Karol Kocot Sokół Tarnowskie Góry        | 42,38    | Alojzy Więckowski Sokół Bydgoszcz                 | 41,33    |
| Warszawa 1938       | Antoni Węglarczyk Sokół Chorzów                   | 44,31     | Jerzy Kordas Sokół Bydgoszcz             | 43,30    | Witold Gerutto Warszawianka                       | 41,15    |
| Poznań 1939         | Jerzy Kordas Sokół Bydgoszcz                      | 47,70     | Antoni Węglarczyk Sokół Krywałd          | 45,58    | Alojzy Kiełpikowski Sokół Bydgoszcz               | 42,47    |
| 1940-1945           | nie rozgrywano                                    |           |                                          |          |                                                   |          |
| Kraków 1946         | Alojzy Więckowski Brda Bydgoszcz                  | 41,01     | Stefan Sobecki Pomorzanin Toruń          | 38,54    | Franciszek Deja Pogoń Katowice                    | 35,36    |
| Warszawa 1947       | Karol Kocot ZZK Katowice                          | 42,63     | Bogdan Masłowski Polonia Bydgoszcz       | 42,48    | Alojzy Więckowski Brda Bydgoszcz                  | 41,44    |
| Poznań 1948         | Bogdan Masłowski HKS Bydgoszcz                    | 47,88     | Alojzy Więckowski Brda Bydgoszcz         | 40,03    | Stefan Sobecki Pomorzanin Toruń                   | 39,07    |
| Gdańsk 1949         | Bogdan Masłowski Gwardia Bydgoszcz                | 49,18     | Szczepan Sobota Kolejarz Katowice        | 42,74    | Stefan Sobecki Pomorzanin Toruń                   | 41,96    |
| Kraków 1950         | Bogdan Masłowski Gwardia Bydgoszcz                | 49,74     | Sławomir Zieleniewski Budowlani Gdańsk   | 47,16    | Szczepan Sobota Kolejarz Katowice                 | 43,24    |
| Warszawa 1951       | Bogdan Masłowski Gwardia Bydgoszcz                | 50,02     | Kazimierz Świetlicki Włókniarz Pabianice | 45,91    | Jan Harmata Flota Gdynia                          | 45,66    |
| Wrocław 1952        | Bogdan Masłowski Gwardia Bydgoszcz                | 48,68     | Sławomir Zieleniewski Budowlani Gdańsk   | 46,08    | Tadeusz Rut OWKS Wrocław                          | 45,70    |
| Warszawa 1953       | Jan Harmata OWKS Lublin                           | 53,68     | Tadeusz Rut OWKS Wrocław                 | 52,68    | Bogdan Masłowski Budowlani Bydgoszcz              | 51,90    |
| Warszawa 1954       | Alfons Niklas CWKS Bydgoszcz                      | 55,17     | Tadeusz Rut Kolejarz Wrocław             | 55,09    | Bogdan Masłowski Budowlani Bydgoszcz              | 52,38    |
| Łódź 1955           | Tadeusz Rut Kolejarz Wrocław                      | 59,75     | Alfons Niklas CWKS Bydgoszcz             | 55,50    | Olgierd Ciepły Budowlani Wrocław                  | 54,22    |
| Zabrze 1956         | Tadeusz Rut Kolejarz Wrocław                      | 56,97     | Kazimierz Kunat CWKS Warszawa            | 56,80    | Bohdan Towpik Sparta Łódź                         | 54,64    |
| Poznań 1957         | Tadeusz Rut Odra Wrocław                          | 64,22 NR  | Alfons Niklas Zawisza Bydgoszcz          | 61,22    | Olgierd Ciepły Czarni Wrocław                     | 60,40    |
| Bydgoszcz 1958      | Tadeusz Rut Burza Wrocław                         | 64,12     | Olgierd Ciepły Czarni Wrocław            | 63,50    | Przemysław Kwiatkowski Legia Warszawa             | 57,74    |
| Gdańsk 1959         | Olgierd Ciepły Czarni Wrocław                     | 63,19     | Tadeusz Rut Legia Warszawa               | 61,75    | Bohdan Towpik Społem Łódź                         | 60,11    |
| Olsztyn 1960        | Olgierd Ciepły Czarni Wrocław                     | 63,60     | Tadeusz Rut Legia Warszawa               | 62,78    | Alfons Niklas Zawisza Bydgoszcz                   | 58,34    |
| Nowa Huta 1961      | Tadeusz Rut Legia Warszawa                        | 64,37     | Olgierd Ciepły Zawisza Bydgoszcz         | 63,80    | Andrzej Rzepecki Lechia Gdańsk                    | 59,41    |
| Warszawa 1962       | Olgierd Ciepły Zawisza Bydgoszcz                  | 64,46     | Tadeusz Rut Legia Warszawa               | 62,72    | Bohdan Towpik Społem Łódź                         | 60,68    |
| Bydgoszcz 1963      | Olgierd Ciepły Zawisza Bydgoszcz                  | 64,59     | Zdzisław Smoliński Legia Warszawa        | 60,67    | Tadeusz Rut Legia Warszawa                        | 59,72    |
| Warszawa 1964       | Tadeusz Rut Legia Warszawa                        | 66,92     | Zdzisław Smoliński Legia Warszawa        | 65,13    | Olgierd Ciepły Zawisza Bydgoszcz                  | 64,98    |
| Szczecin 1965       | Tadeusz Rut Legia Warszawa                        | 65,25     | Olgierd Ciepły Zawisza Bydgoszcz         | 63,68    | Rajmund Niwiński Górnik Wałbrzych                 | 62,05    |
| Poznań 1966         | Olgierd Ciepły Zawisza Bydgoszcz                  | 63,86     | Zdzisław Smoliński Legia Warszawa        | 63,58    | Tadeusz Rut Legia Warszawa                        | 63,44    |
| Chorzów 1967        | Zdzisław Smoliński Legia Warszawa                 | 63,16     | Rajmund Niwiński Górnik Wałbrzych        | 62,02    | Olgierd Ciepły Zawisza Bydgoszcz                  | 60,42    |
| Zielona Góra 1968   | Zbigniew Pałyszko Legia Warszawa                  | 63,00     | Rajmund Niwiński Górnik Wałbrzych        | 62,48    | Olgierd Ciepły Zawisza Bydgoszcz                  | 62,34    |
| Kraków 1969         | Stanisław Lubiejewski Flota Gdynia                | 62,04     | Zdzisław Smoliński Legia Warszawa        | 61,62    | Zbigniew Pałyszko Legia Warszawa                  | 61,56    |
| Warszawa 1970       | Piotr Gaździk AZS Wrocław                         | 66,84     | Stanisław Lubiejewski Flota Gdynia       | 66,04    | Szymon Jagliński Flota Gdynia                     | 62,96    |
| Warszawa 1971       | Zbigniew Pałyszko Legia Warszawa                  | 64,60     | Piotr Gaździk AZS Wrocław                | 64,20    | Janusz Ryś AZS Gdańsk                             | 61,78    |
| Warszawa 1972       | Stanisław Lubiejewski Flota Gdynia                | 68,46     | Szymon Jagliński Flota Gdynia            | 66,26    | Janusz Ryś AZS Gdańsk                             | 65,04    |
| Warszawa 1973       | Stanisław Lubiejewski Flota Gdynia                | 69,28     | Szymon Jagliński Flota Gdynia            | 67,56    | Florian Kulczyński Zawisza Bydgoszcz              | 67,54    |
| Warszawa 1974       | Szymon Jagliński Flota Gdynia                     | 70,56     | Florian Kulczyński Gryf Słupsk           | 66,68    | Stanisław Lubiejewski Flota Gdynia                | 66,62    |
| Bydgoszcz 1975      | Szymon Jagliński Flota Gdynia                     | 70,16     | Florian Kulczyński Gryf Słupsk           | 68,34    | Stanisław Lubiejewski Flota Gdynia                | 68,10    |
| Bydgoszcz 1976      | Szymon Jagliński Flota Gdynia                     | 70,20     | Stanisław Lubiejewski Flota Gdynia       | 69,30    | Andrzej Stopczyk Start Łódź                       | 65,90    |
| Bydgoszcz 1977      | Stanisław Lubiejewski Flota Gdynia                | 70,36     | Ireneusz Golda Orkan Poznań              | 69,28    | Szymon Jagliński Flota Gdynia                     | 69,18    |
| Warszawa 1978       | Ireneusz Golda Orkan Poznań                       | 70,74     | Stanisław Lubiejewski Flota Gdynia       | 69,52    | Szymon Jagliński Flota Gdynia                     | 67,88    |
| Poznań 1979         | Ireneusz Golda Orkan Poznań                       | 73,38     | Florian Kulczyński Gryf Słupsk           | 70,66    | Stanisław Lubiejewski Flota Gdynia                | 69,74    |
| Łódź 1980           | Leszek Woderski AZS Poznań                        | 72,04     | Ireneusz Golda Orkan Poznań              | 71,62    | Mariusz Tomaszewski Górnik Zabrze                 | 69,98    |
| Zabrze 1981         | Mariusz Tomaszewski AZS Poznań                    | 73,86     | Leszek Woderski AZS Poznań               | 73,20    | Ireneusz Golda Orkan Poznań                       | 70,38    |
| Lublin 1982         | Ireneusz Golda Orkan Poznań                       | 76,60     | Mariusz Tomaszewski AZS Poznań           | 73,84    | Leszek Woderski Zawisza Bydgoszcz                 | 73,56    |
| Bydgoszcz 1983      | Zdzisław Kwaśny Olimpia Poznań                    | 77,94     | Mariusz Tomaszewski AZS Poznań           | 77,64    | Ireneusz Golda Orkan Poznań                       | 75,84    |
| Lublin 1984         | Mariusz Tomaszewski AZS Poznań                    | 79,42     | Henryk Królak Olimpia Poznań             | 77,36    | Ireneusz Golda Orkan Poznań                       | 74,60    |
| Bydgoszcz 1985      | Mariusz Tomaszewski AZS Poznań                    | 76,20     | Henryk Królak Olimpia Poznań             | 74,70    | Leszek Woderski Zawisza Bydgoszcz                 | 72,58    |
| Grudziądz 1986      | Wacław Filek Hutnik Kraków                        | 73,46     | Leszek Woderski Zawisza Bydgoszcz        | 72,92    | Henryk Królak Olimpia Poznań                      | 72,02    |
| Poznań 1987         | Mariusz Tomaszewski Hutnik Kraków                 | 69,06     | Ryszard Jakubowski Stal Mielec           | 66,88    | Leszek Woderski Zawisza Bydgoszcz                 | 66,16    |
| Grudziądz 1988      | Mariusz Tomaszewski Hutnik Kraków                 | 71,48     | Wacław Filek Hutnik Kraków               | 69,44    | Lech Kowalski Stal Mielec                         | 69,06    |
| Kraków 1989         | Lech Kowalski Stal Mielec                         | 69,06     | Wacław Filek Hutnik Kraków               | 68,24    | Henryk Królak Olimpia Poznań                      | 67,20    |
| Piła 1990           | Stanisław Kapusta Zawisza Bydgoszcz               | 69,26     | Lech Kowalski Stal Mielec                | 68,56    | Ryszard Jakubowski Stal Mielec                    | 65,70    |
| Kielce 1991         | Lech Kowalski Stal Mielec                         | 72,20     | Jacek Dreger Zawisza Bydgoszcz           | 69,32    | Stanisław Kapusta Zawisza Bydgoszcz               | 68,76    |
| Warszawa 1992       | Lech Kowalski Stal Mielec                         | 75,56     | Stanisław Kapusta Zawisza Bydgoszcz      | 66,86    | Jacek Dreger Zawisza Bydgoszcz                    | 65,02    |
| Kielce 1993         | Lech Kowalski Stal Mielec                         | 72,16     | Stanisław Kapusta Zawisza Bydgoszcz      | 70,54    | Jacek Dreger Zawisza Bydgoszcz                    | 68,56    |
| Piła 1994           | Lech Kowalski Stal Mielec                         | 72,74     | Szymon Ziółkowski AZS Poznań             | 71,82    | Jacek Dreger Zawisza Bydgoszcz                    | 66,74    |
| Warszawa 1995       | Lech Kowalski Stal Mielec                         | 73,34     | Szymon Ziółkowski AZS Poznań             | 72,70    | Maciej Pałyszko Legia Warszawa                    | 67,92    |
| Piła 1996           | Szymon Ziółkowski AZS Poznań                      | 78,16     | Maciej Pałyszko Legia Warszawa           | 70,78    | Mariusz Walczak Orzeł Warszawa                    | 67,72    |
| Bydgoszcz 1997      | Szymon Ziółkowski AZS Poznań                      | 77,42     | Maciej Pałyszko Legia Warszawa           | 74,66    | Krzysztof Kaliszewski Gwardia Warszawa            | 65,58    |
| Wrocław 1998        | Maciej Pałyszko Legia Warszawa                    | 73,56     | Szymon Ziółkowski AZS Poznań             | 72,98    | Kazimierz Boulge Zawisza Bydgoszcz                | 66,61    |
| Kraków 1999         | Szymon Ziółkowski AZS Poznań                      | 76,12     | Maciej Pałyszko Warszawianka             | 73,88    | Wojciech Kondratowicz AZS-AWF Gorzów Wielkopolski | 70,34    |
| Kraków 2000         | Szymon Ziółkowski AZS Poznań                      | 80,39 NR  | Maciej Pałyszko Warszawianka             | 76,61    | Wojciech Kondratowicz AZS-AWF Gorzów Wielkopolski | 74,60    |
| Bydgoszcz 2001      | Szymon Ziółkowski AZS Poznań                      | 81,34     | Maciej Pałyszko Warszawianka             | 76,50    | Wojciech Kondratowicz AZS-AWF Gorzów Wielkopolski | 76,24    |
| Szczecin 2002       | Szymon Ziółkowski AZS Poznań                      | 77,80     | Maciej Pałyszko Skra Warszawa            | 75,64    | Wojciech Kondratowicz AZS-AWF Gorzów Wielkopolski | 71,17    |
| Bielsko-Biała 2003  | Wojciech Kondratowicz AZS-AWF Gorzów Wielkopolski | 76,03     | Maciej Pałyszko Skra Warszawa            | 75,89    | Krzysztof Kaliszewski Skra Warszawa               | 70,05    |
| Bydgoszcz 2004      | Szymon Ziółkowski AZS Poznań                      | 73,63     | Marcin Fernówka Zawisza Bydgoszcz        | 69,67    | Kazimierz Boulge Zawisza Bydgoszcz                | 69,27    |
| Biała Podlaska 2005 | Szymon Ziółkowski AZS Poznań                      | 77,75     | Maciej Pałyszko NKS Namysłów             | 70,58    | Marcin Fernówka Zawisza Bydgoszcz                 | 70,17    |
| Bydgoszcz 2006      | Szymon Ziółkowski AZS Poznań                      | 80,67     | Maciej Pałyszko NKS Namysłów             | 74,07    | Marcin Fernówka Zawisza Bydgoszcz                 | 67,40    |
| Poznań 2007         | Szymon Ziółkowski AZS Poznań                      | 76,80     | Maciej Pałyszko Skra Warszawa            | 66,01    | Marcin Fernówka AZS-AWF Wrocław                   | 65,65    |
| Szczecin 2008       | Szymon Ziółkowski AZS Poznań                      | 77,66     | Maciej Pałyszko KKL Kielce               | 72,62    | Michał Wiercioch AZS-AWF Gorzów Wielkopolski      | 64,68    |
| Bydgoszcz 2009      | Szymon Ziółkowski AZS Poznań                      | 77,11     | Wojciech Kondratowicz Skra Warszawa      | 72,07 SB | Paweł Fajdek Agros Zamość                         | 70,86    |
| Bielsko-Biała 2010  | Wojciech Kondratowicz Skra Warszawa               | 78,18 NL  | Szymon Ziółkowski AZS Poznań             | 77,51    | Paweł Fajdek Agros Zamość                         | 73,85    |
| Bydgoszcz 2011      | Szymon Ziółkowski AZS Poznań                      | 78,79     | Paweł Fajdek Agros Zamość                | 77,87    | Wojciech Nowicki Podlasie Białystok               | 70,62    |
| Bielsko-Biała 2012  | Paweł Fajdek Agros Zamość                         | 80,32     | Szymon Ziółkowski AZS Poznań             | 78,25    | Wojciech Nowicki Podlasie Białystok               | 72,93    |
| Toruń 2013          | Szymon Ziółkowski AZS Poznań                      | 77,74     | Wojciech Nowicki Podlasie Białystok      | 75,64    | Paweł Fajdek Agros Zamość                         | 75,22    |
| Szczecin 2014       | Paweł Fajdek Agros Zamość                         | 78,80     | Wojciech Nowicki Podlasie Białystok      | 76,14 PB | Szymon Ziółkowski AZS Poznań                      | 74,72    |
| Kraków 2015         | Paweł Fajdek Agros Zamość                         | 79,74     | Wojciech Nowicki Podlasie Białystok      | 73,80    | Arkadiusz Rogowski Skra Warszawa                  | 68,80    |
| Bydgoszcz 2016      | Paweł Fajdek Agros Zamość                         | 81,87 SB  | Wojciech Nowicki Podlasie Białystok      | 77,09    | Arkadiusz Rogowski Skra Warszawa                  | 70,87 SB |
| Białystok 2017      | Wojciech Nowicki Podlasie Białystok               | 80,47 PB  | Paweł Fajdek Agros Zamość                | 78,64    | Arkadiusz Rogowski Skra Warszawa                  | 66,15 SB |
| Lublin 2018         | Wojciech Nowicki Podlasie Białystok               | 80,26     | Paweł Fajdek Agros Zamość                | 80,14    | Arkadiusz Rogowski Agros Zamość                   | 70,19    |
| Radom 2019          | Paweł Fajdek Agros Zamość                         | 78,61     | Wojciech Nowicki Podlasie Białystok      | 74,75    | Arkadiusz Rogowski Agros Zamość                   | 68,50    |
| Włocławek 2020      | Wojciech Nowicki Podlasie Białystok               | 80,28 SB  | Paweł Fajdek AZS-AWF Katowice            | 78,61 SB | Marcin Wrotyński OŚ AZS Poznań                    | 70,33    |
| Poznań 2021         | Paweł Fajdek AZS-AWF Katowice                     | 82,82     | Wojciech Nowicki KS Podlasie Białystok   | 80,86 SB | Marcin Wrotyński OŚ AZS Poznań                    | 71,29    |
| Suwałki 2022        | Wojciech Nowicki KS Podlasie Białystok            | 80,90     | Paweł Fajdek AZS-AWF Katowice            | 77,13    | Marcin Wrotyński OŚ AZS Poznań                    | 73,77    |
| Gorzów Wlkp. 2023   | Wojciech Nowicki KS Podlasie Białystok            | 79,96     | Paweł Fajdek AZS-AWF Katowice            | 78,10 SB | Dawid Piłat LKS Stal Mielec                       | 73,23 PB |
| Bydgoszcz 2024      | Paweł Fajdek OŚ AZS Poznań                        | 80,02 SB  | Wojciech Nowicki KS Podlasie Białystok   | 75,89    | Marcin Wrotyński OŚ AZS Poznań                    | 69,37    |

## Klasyfikacja medalowa
W historii mistrzostw Polski seniorów na podium tej imprezy stanęło w sumie 67 miotaczy. Najwięcej medali – 20 – wywalczył Szymon Ziółkowski, który również zdobył najwięcej złotych – 14. W tabeli kolorem wyróżniono zawodników, którzy wciąż są czynnymi lekkoatletami.
| Lp. | Zawodnik               | Złoto | Srebro | Brąz | Razem |
| 1.  | Szymon Ziółkowski      | 14    | 5      | 1    | 20    |
| 2.  | Paweł Fajdek           | 7     | 6      | 3    | 16    |
| 3.  | Tadeusz Rut            | 7     | 5      | 3    | 15    |
| 4.  | Lech Kowalski          | 6     | 1      | 1    | 8     |
| 5.  | Wojciech Nowicki       | 5     | 7      | 2    | 15    |
| 6.  | Olgierd Ciepły         | 5     | 3      | 5    | 13    |
| 7.  | Alojzy Więckowski      | 5     | 2      | 3    | 10    |
| 8.  | Mariusz Tomaszewski    | 5     | 2      | 1    | 8     |
| 9.  | Bogdan Masłowski       | 5     | 1      | 2    | 8     |
| 10. | Antoni Cejzik          | 5     | 0      | 0    | 5     |
| 11. | Stanisław Lubiejewski  | 4     | 3      | 3    | 10    |
| 12. | Ireneusz Golda         | 3     | 2      | 3    | 8     |
| 12. | Szymon Jagliński       | 3     | 2      | 3    | 8     |
| 14. | Antoni Węglarczyk      | 3     | 1      | 1    | 5     |
| 15. | Wojciech Kondratowicz  | 2     | 1      | 4    | 7     |
| 16. | Zbigniew Pałyszko      | 2     | 0      | 1    | 3     |
| 17. | Maciej Pałyszko        | 1     | 11     | 1    | 13    |
| 18. | Zdzisław Smoliński     | 1     | 4      | 0    | 5     |
| 19. | Leszek Woderski        | 1     | 2      | 3    | 6     |
| 20. | Stanisław Kapusta      | 1     | 2      | 1    | 4     |
| 20. | Alfons Niklas          | 1     | 2      | 1    | 4     |
| 22. | Wacław Filek           | 1     | 2      | 0    | 3     |
| 23. | Zygmunt Heljasz        | 1     | 1      | 2    | 4     |
| 24. | Piotr Gaździk          | 1     | 1      | 0    | 2     |
| 24. | Karol Kocot            | 1     | 1      | 0    | 2     |
| 24. | Jerzy Kordas           | 1     | 1      | 0    | 2     |
| 24. | Józef Leśkiewicz       | 1     | 1      | 0    | 2     |
| 28. | Jan Harmata            | 1     | 0      | 1    | 2     |
| 29. | Kazimierz Górski       | 1     | 0      | 0    | 1     |
| 29. | Zdzisław Kwaśny        | 1     | 0      | 0    | 1     |
| 29. | Sławosz Szydłowski     | 1     | 0      | 0    | 1     |
| 32. | Alojzy Kiełpikowski    | 0     | 3      | 2    | 5     |
| 33. | Florian Kulczyński     | 0     | 3      | 1    | 4     |
| 34. | Henryk Królak          | 0     | 2      | 2    | 4     |
| 35. | Rajmund Niwiński       | 0     | 2      | 1    | 3     |
| 36. | Józef Baran            | 0     | 2      | 0    | 2     |
| 36. | Paweł Miller           | 0     | 2      | 0    | 2     |
| 36. | Sławomir Zieleniewski  | 0     | 2      | 0    | 2     |
| 39. | Jacek Dreger           | 0     | 1      | 3    | 4     |
| 39. | Marcin Fernówka        | 0     | 1      | 3    | 4     |
| 41. | Stefan Sobecki         | 0     | 1      | 2    | 3     |
| 42. | Ryszard Jakubowski     | 0     | 1      | 1    | 2     |
| 42. | Szczepan Sobota        | 0     | 1      | 1    | 2     |
| 44. | Kazimierz Kunat        | 0     | 1      | 0    | 1     |
| 44. | Jan Nawojczyk          | 0     | 1      | 0    | 1     |
| 44. | Henryk Spichal         | 0     | 1      | 0    | 1     |
| 44. | Henryk Sumiński        | 0     | 1      | 0    | 1     |
| 44. | Kazimierz Świetlicki   | 0     | 1      | 0    | 1     |
| 44. | Wacław Znajdowski      | 0     | 1      | 0    | 1     |
| 50. | Arkadiusz Rogowski     | 0     | 0      | 5    | 5     |
| 51. | Marcin Wrotyński       | 0     | 0      | 4    | 4     |
| 52. | Bohdan Towpik          | 0     | 0      | 3    | 3     |
| 52. | Leon Urbaniak          | 0     | 0      | 3    | 3     |
| 54. | Kazimierz Boulge       | 0     | 0      | 2    | 2     |
| 54. | Erwin Fischer          | 0     | 0      | 2    | 2     |
| 54. | Krzysztof Kaliszewski  | 0     | 0      | 2    | 2     |
| 53. | Janusz Ryś             | 0     | 0      | 2    | 2     |
| 58. | Witold Gerutto         | 0     | 0      | 1    | 1     |
| 58. | Zbigniew Korolkiewicz  | 0     | 0      | 1    | 1     |
| 58. | Przemysław Kwiatkowski | 0     | 0      | 1    | 1     |
| 58. | Jerzy Łucki            | 0     | 0      | 1    | 1     |
| 58. | Jan Nawojczyk          | 0     | 0      | 1    | 1     |
| 58. | Dawid Piłat            | 0     | 0      | 1    | 1     |
| 58. | Rosław Rodziewicz      | 0     | 0      | 1    | 1     |
| 58. | Andrzej Rzepecki       | 0     | 0      | 1    | 1     |
| 58. | Andrzej Stopczyk       | 0     | 0      | 1    | 1     |
| 58. | Mariusz Walczak        | 0     | 0      | 1    | 1     |
| 58. | Michał Wiercioch       | 0     | 0      | 1    | 1     |